# Consuelo Saavedra
María Consuelo Saavedra Flórez (Santiago, 20 de abril de 1970) es una periodista y presentadora de televisión chilena. Conocida por haber sido presentadora del noticiero de Televisión Nacional de Chile 24 horas central, desde 2005 hasta 2012, y luego un segundo período entre 2017 y 2018.
Su principal área de interés son las políticas públicas y la influencia que ejercen sobre estas las dinámicas sociales y económicas.

## Biografía
Nació el 20 de abril de 1970, en Santiago. Hija del exintendente y exdiputado democratacristiano Sergio Saavedra Viollier y de Victoria Flórez Flórez.
Cursó su educación básica y secundaria en el Colegio Santa Úrsula de la Congregación de Ursulinas Alemanas de Santiago. Ingresó posteriormente a la carrera de periodismo en la Pontificia Universidad Católica de Chile (PUC). 
Saavedra ha cursado un Máster en Administración Pública (MPA) en la Universidad de Harvard (Estados Unidos) en 2004 y un Máster en Administración de Empresas (MBA) en London Business School (Inglaterra) en 2022.

## Carrera profesional
Se inició en televisión en 1991 en el programa Ene TV de Televisión Nacional de Chile (TVN). A mediados de 1995 emigró a Canal 2 Rock & Pop, donde condujo el noticiero El pulso y Mira quién habla. También fue escritora en «Zona de Contacto» de El Mercurio.
En 1998 regresa a TVN, donde condujo Medianoche, la edición vespertina de 24 horas y un programa en radio Duna, hasta que en 2000 partió a estudiar a la Universidad de Harvard. Allí conoció al economista Andrés Velasco Brañes, con quien se casó en enero de 2003. En esa fecha también estuvo conduciendo el programa de documentales Entre Mundos, tras lo cual viajó a Estados Unidos, país desde el cual regresó semanas después.
Posteriormente vuelve a TVN en enero de 2005 para incorporarse como conductora del noticiero 24 Horas central, donde haría dupla con Amaro Gómez-Pablos. La integración de la periodista fue calificada como un elemento de innovación por TVN debido a que hasta ese momento, Gómez-Pablos leía en solitario, las informaciones. De este modo, vuelve el sistema de duplas al principal noticiero de la cadena, mecanismo que se había dejado de lado el verano anterior de 2004, cuando fueron despedidos Cecilia Serrano y Bernardo de la Maza.
En abril de 2018, Consuelo Saavedra obtuvo 62% de votos para ocupar el cargo de representante de los trabajadores en el directorio de TVN, tras ganar la elección interna. Es así como la periodista se transforma en la primera mujer periodista en llegar a formar parte del directorio de la televisión pública.
En octubre de 2018 anunció que dejaría TVN producto que se iría a vivir con su familia a Londres, Inglaterra; debido a un nuevo trabajo de su marido Andrés Velasco. Su salida se concretó en  diciembre de ese año.

## Vida personal

### Matrimonios e hijos
Estuvo casada con el periodista Felipe Bianchi, matrimonio que fue anulado luego de una infidelidad de Bianchi. En 2003, Saavedra contrajo matrimonio en segundas nupcias con el economista Andrés Velasco Brañes, que sería ministro de Hacienda entre 2006 y 2010. Ambos son padres de Rosa, Ema y Gaspar.
El 17 de febrero de 2009, Ema, hija de Saavedra y Velasco, sufrió un accidente en una piscina en la localidad de Zapallar, mientras el matrimonio visitaba a unos amigos en el sector, para cerrar sus vacaciones. Según Carabineros de Chile fue la empleada de la casa quien reanimó a la menor y dio aviso a emergencias para que fuera llevada a un centro asistencial. Posteriormente un helicóptero de Carabineros la trasladó a la Clínica Las Condes de Santiago, donde fue estabilizada, según informó la propia institución. Tras el accidente, el matrimonio recibió numerosas muestras de apoyo, y la menor se recuperó favorablemente.[cita requerida]
Desde 2019 reside junto a su familia en Londres, Inglaterra.

### Política y sociedad civil
Durante 2013, Saavedra suspendió de forma temporal su labor de periodista y conductora en el departamento de prensa 24 horas de Televisión Nacional de Chile, para participar activamente de la campaña de la precandidatura presidencial de su marido, Andrés Velasco Brañes. El 15 de febrero de ese año, el matrimonio Velasco Saavedra inició un recorrido por el sur de Chile en una casa rodante, donde recorrieron varias ciudades, entre ellas Talcahuano, Concepción, Los Ángeles, Temuco y Valdivia. Anteriormente, el matrimonio visitó la Región de Valparaíso.

## Televisión
| Año       | Programa                      | Rol                                                                                                   | Canal              |
| --------- | ----------------------------- | --- | ------------------ |
| 1991-1992 | Ene TV                        | Periodista                                                                                            | TVN                |
| 1995      | El pulso                      | Conductora                                                                                            | Canal 2 Rock & Pop |
| 1996-1997 | Mira quién habla              | Conductora (junto a Iván Valenzuela)                                                                  | Canal 2 Rock & Pop |
| 1998-2000 | Medianoche                    | Conductora (junto a Alejandro Guillier, Eduardo Cruz Johnson, Mauricio Bustamante y Mauricio Hofmann) | TVN                |
| 2001-2002 | Entre Mundos                  | Conductora                                                                                            | TVN                |
| 2002      | La entrevista del domingo     | Entrevistadora                                                                                        | TVN                |
| 2002      | 24 horas central              | Conductora (junto a Bernardo de la Maza)                                                              | TVN                |
| 2003      | 24 horas central              | Conductora (junto a Bernardo de la Maza)                                                              | TVN                |
| 2005-2012 | 24 horas central              | Conductora (junto a Amaro Gómez-Pablos)                                                               | TVN                |
| 2017-2018 | 24 horas central              | Conductora (junto a Matías del Río)                                                                   | TVN                |
| 2008      | Grandes chilenos              | Conductora                                                                                            | TVN                |
| 2008      | Huellas 2008                  | Conductora                                                                                            | TVN                |
| 2009      | Hora clave                    | Conductora                                                                                            | Canal 24 Horas     |
| 2010      | Puro Chile, Pura Energía      | Presentadora (con Felipe Camiroaga)                                                                   | TVN                |
| 2010      | Zona D Reportajes             | Conductora                                                                                            | TVN                |
| 2011      | Estado Nacional               | Conductora                                                                                            | TVN                |
| 2011      | Por qué en mi jardín          | Conductora                                                                                            | TVN                |
| 2012-2013 | Informe especial              | Periodista                                                                                            | TVN                |
| 2013      | Decisión 2013                 | Conductora                                                                                            | TVN                |
| 2014      | Tu mañana, 24 Horas           | Conductora (junto a Mauricio Bustamante)                                                              | TVN                |
| 2015-2017 | Y tú qué harías?              | Conductora (junto a Amaro Gómez-Pablos y Leo Caprile)                                                 | TVN                |
| 2016-2018 | Mejor hablar de ciertas cosas | Conductora (junto a Matías del Río)                                                                   | Canal 24 Horas     |
| 2016      | Viral                         | Conductora                                                                                            | TVN                |

## Premios y reconocimientos
Consuelo Saavedra ha sido reconocida a nivel nacional por su destacada labor en el ámbito del periodismo de televisión. A lo largo de su carrera, ha obtenido varios premios y distinciones que subrayan su ética profesional.
- 100 Jóvenes Líderes de Chile, 2000.[14]
- Premio Mujeres del siglo XXI, entregado por la Universidad del Pacífico (Chile), 2007.
- Premio Pobre el que no cambia de mirada, entregado por Hogar de Cristo y Universidad Diego Portales, 2009.
- Premio Energía de Mujer, 2009.
- Premio Periodismo de Excelencia de la Universidad Alberto Hurtado, 2011.
- Premio a la Mejor Figura del Año en Televisión por Universidad Adolfo Ibáñez, 2012.[15]
- Premio Periodismo de Excelencia de la Universidad Alberto Hurtado, 2016.
- Lo mejor de TVN - Mejor conductora, 2017.